# Cimitero ebraico di Scandiano
Il cimitero ebraico di Scandiano è un luogo di sepoltura degli ebrei a Scandiano. Esso è situato su un colle nella prima periferia cittadina, oggi moderna zona residenziale. Il cimitero è costituito da un’area rettangolare, circondata da mura alte circa due metri erette dapprima nel 1915 poi ristrutturate dal Comune.

## Storia
Per la prima volta si parlò di un cimitero ebraico a Scandiano nel 1547, quando il conte Giulio Boiardo concesse alla comunità ebraica un luogo di sepoltura per i defunti.
Anche gli Estensi confermarono il diritto alla sepoltura degli ebrei nel cimitero loro assegnato. Non è possibile confermare che tale cimitero coincida con quello attuale. Questo è però molto probabile, perché non vi sono tracce dell’esistenza di un altro luogo ebraico di sepoltura nel territorio scandianese.
Nel 1958, l’Amministrazione Comunale stabilì la demolizione del luogo per lasciar spazio ad un'area verde, ma tale decisione non trovò compimento.

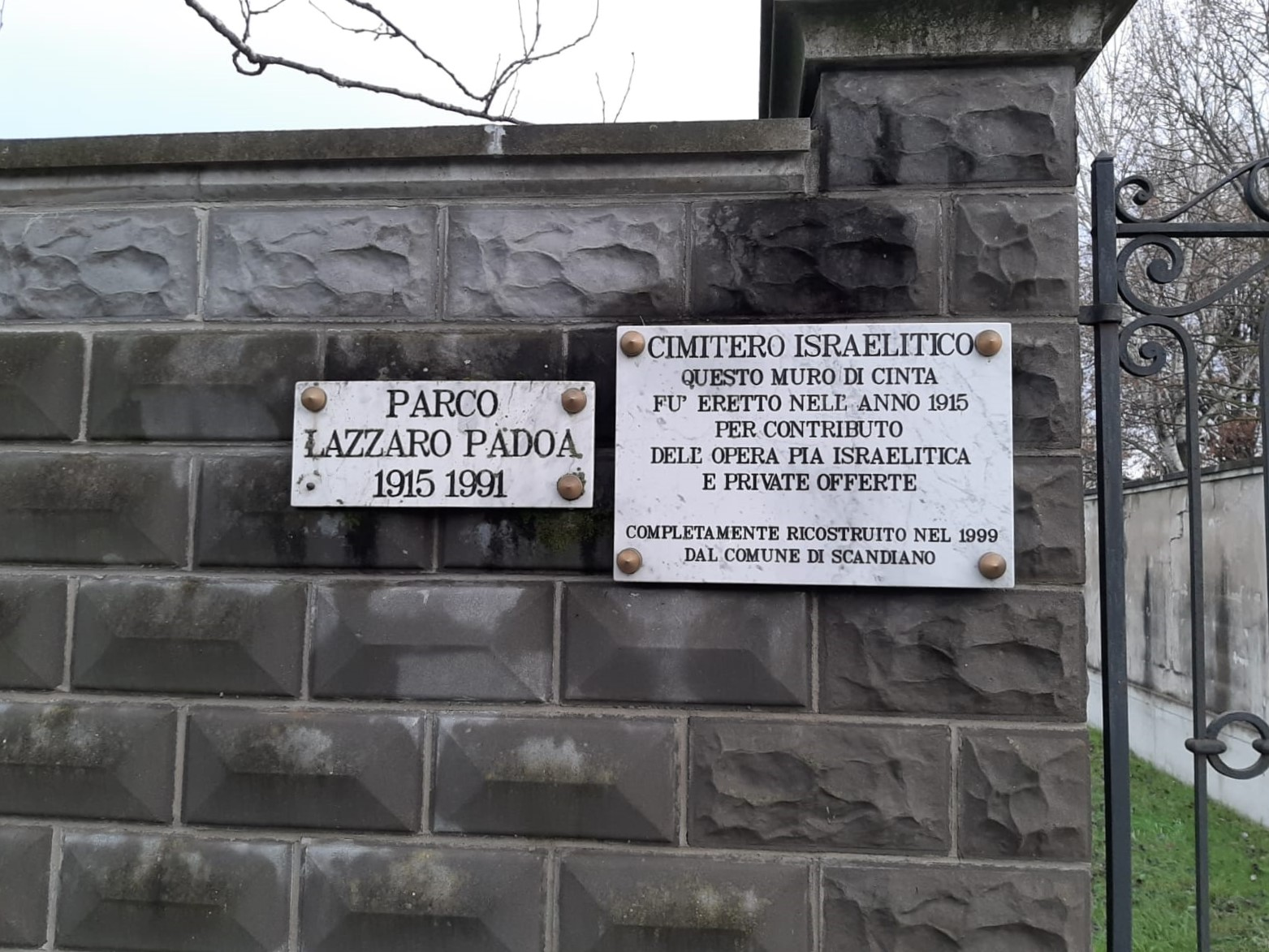
Targhetta commemorativa.

Nel 1986 si ebbe l'idea di ristrutturare e rivalorizzare il complesso. Per fare ciò ci si rivolse a Rita Levi Montalcini, che quell'anno aveva vinto il Premio Nobel per la medicina. La sua prima visita risale al 23 Maggio 1987, anno in cui iniziarono i lavori di restauro. Nell'ottobre 1992, pochi giorni prima che la Montalcini ricevesse la cittadinanza onoraria di Scandiano, alcuni ignoti compirono atti di vandalismo contro quattro lapidi del cimitero. 
Nel maggio 1993, l’area verde antistante il cimitero fu dedicata a Lazzaro Padoa, ultimo ebreo scandianese.
Ad oggi, sono state restaurate venti epigrafi.